# Tanaidomorpha
Sous-ordre
Les Tanaidomorpha sont un sous-ordre de crustacés péracarides de la classe des malacostracés.

## Classification
- Tanaidomorpha Sieg, 1980
  - Paratanaoidea Lang, 1949
    - Agathotanaidae Lang, 1971
    - Anarthruridae Lang, 1971
    - Colletteidae Larsen & Wilson, 2002
    - Cryptocopidae Bird & Larsen, 2009
    - Leptochelidae Lang, 1973
    - Leptognathiidae Lang, 1976
    - Mirandotanaidae Blazewicz-Paszkowycz & Bamber, 2009
    - Nototanaidae Sieg, 1976
    - Paratanaidae Lang, 1949
    - Pseudotanaidae Sieg, 1976
    - Pseudozeuxidae Sieg, 1982
    - Tanaellidae Larsen & Wilson, 2002
    - Tanaissuidae Bird & Larsen, 2009
    - Teleotanaidae Bamber, 2008
    - Typhlotanaidae Sieg, 1986

  - Tanaidoidea Nobili, 1906
    - Tanaididae Nobili, 1906

  - Tanaidomorpha incertae sedis
    - †Alavatanaidae Vonk & Schram, 2007

## Publication originale
- Sieg, J. (1980). Sind die Dikonophora eine polyphyletische Gruppe?. Zoologischer Anzieger. 205 (5-6): 401-416.